# Canonisation
Ne doit pas être confondu avec Béatification.

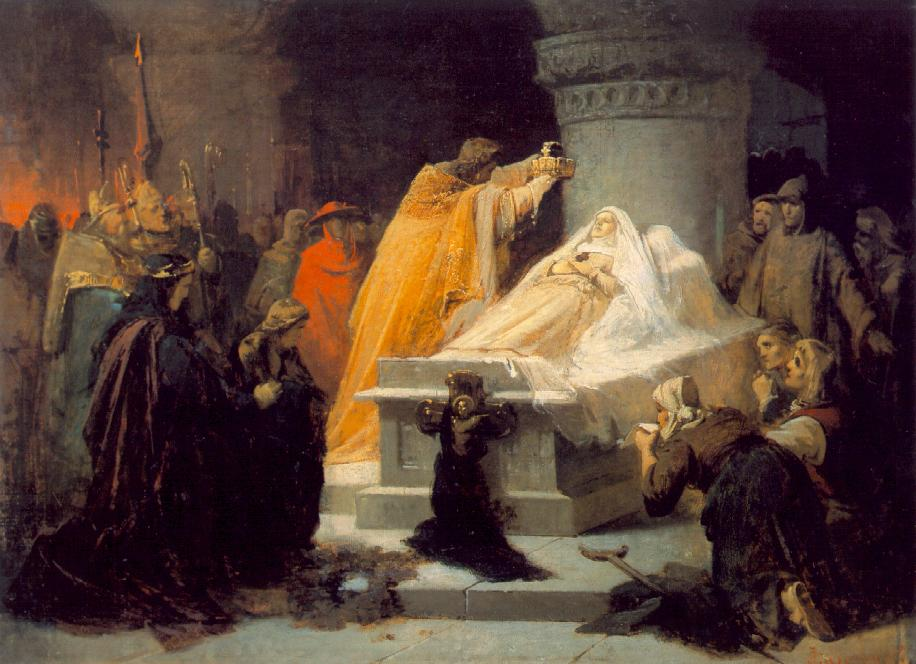
Canonisation de sainte Élisabeth de Hongrie en 1235, Sándor Liezen-Mayer, (1863).

La canonisation est une déclaration officielle et définitive de la part de l'Église catholique ou des Églises orthodoxes, reconnaissant une personne comme sainte. L’Église affirme avec certitude que la personne est au Paradis, intercédant auprès de Dieu pour les hommes, du fait de la reconnaissance de miracles comme celui de sainte Irène. D'autre part, par cet acte, le saint est proposé comme modèle de vie chrétienne aux fidèles.
Dans l'Église catholique, la canonisation conduit le culte du saint à l'échelle universelle, tandis que pour les bienheureux, le culte peut être limité au diocèse ou à l'ordre religieux dans lequel il a vécu. Le saint reçoit une place dans le calendrier liturgique de l'Église, date à laquelle il est commémoré et invoqué liturgiquement.

## Histoire
Tous les fidèles, étant appelés à la sainteté par leur baptême, peuvent être dignes de vénération posthume aux premiers temps de l'Église, tels les martyrs dès le IIIe siècle puis les confesseurs de la foi.
Jusqu'au Xe siècle, il n’existe pas dans l'Église de procédure centralisée pour déclarer une personne sainte. Le plus souvent, c’est la vox populi qui déclare la sainteté ; l’évêque du lieu la confirme par des cérémonies solennelles : élévation de la personne considérée comme sainte (du latin elevatio, il s'agit de l'exposition de son corps dans un sarcophage, une châsse ou de ses reliques — son corps, des parties de son corps ou des objets en lien avec lui — dans un reliquaire, étape souvent précédée de l'invention des reliques), éventuellement translation de ses reliques, enfin déposition en faisant inhumer ses restes sous un autel, dans un tombeau dans une crypte ou à partir du XIe siècle, dans une châsse ou un reliquaire élevés dans le chœur de l'église.
En 798, le moine anglais Alcuin écrit à l’empereur Charlemagne qu’il faut se méfier de la vox populi lors de l'élection des princes pour éviter l’influence d’une émotion populaire éphémère ou la fabrique anarchique de saints, motif de supercheries. C'est dans cet esprit que le Saint-Siège s'efforce de supprimer la canonisation par acclamation et de réglementer la procédure pour ne pas confondre « réputation de sainteté » et enthousiasme populaire passager, permettant ainsi les conditions d’un jugement historique dépassionné. La première déclaration officielle de la part de l’Église de la sainteté d’une personne est la bulle pontificale envoyée par Jean XV en 993 aux évêques de France et de Germanie, pour leur signaler que Ulrich, évêque d’Augsbourg devait être considéré comme saint. Le terme même de canonisation apparaît sous la plume du pape Benoît VIII à propos de saint Siméon de Padolirone. Au cours du XIIe siècle, l’examen des cas de canonisation par la papauté se développe : sous Alexandre III (pape de 1159 à 1181), douze causes sont examinées, sept sont rejetées, et cinq fois la vénération d'un saint est autorisée. Alexandre III tente en vain de se réserver ces autorisations par la décrétale du 6 juillet 1170 (en lien possible avec la mort du roi de Suède Éric IX dont le culte populaire en aurait fait un saint mort en ébriété au cours d'une rixe, ce que désapprouvait le pape), mais cette ordonnance ne se fait pas sans résistance et quelques translations de corps saints par les évêques ont encore lieu. Si la première canonisation par le pape date de 993, la procédure épiscopale ou la vox populi perdurent jusqu'au XIIe siècle. En 1215, le IVe concile du Latran interdit la vénération des reliques (y compris anciennes) sans l’accord du pape. La procédure est mise en place au XIIIe siècle. En 1234, l'introduction du bref Audivimus du pape Alexandre III dans les Décrétales de Grégoire IX, consacre la « réserve pontificale » en matière de canonisation. Si Grégoire IX se réserve le droit exclusif de procéder aux canonisations et formalise le procès en canonisation, l'application systématique de cette réserve ne s'effectue que progressivement. Ainsi, jusqu’au XVIe siècle, l’approbation épiscopale suffit encore à établir le culte local d’un saint.

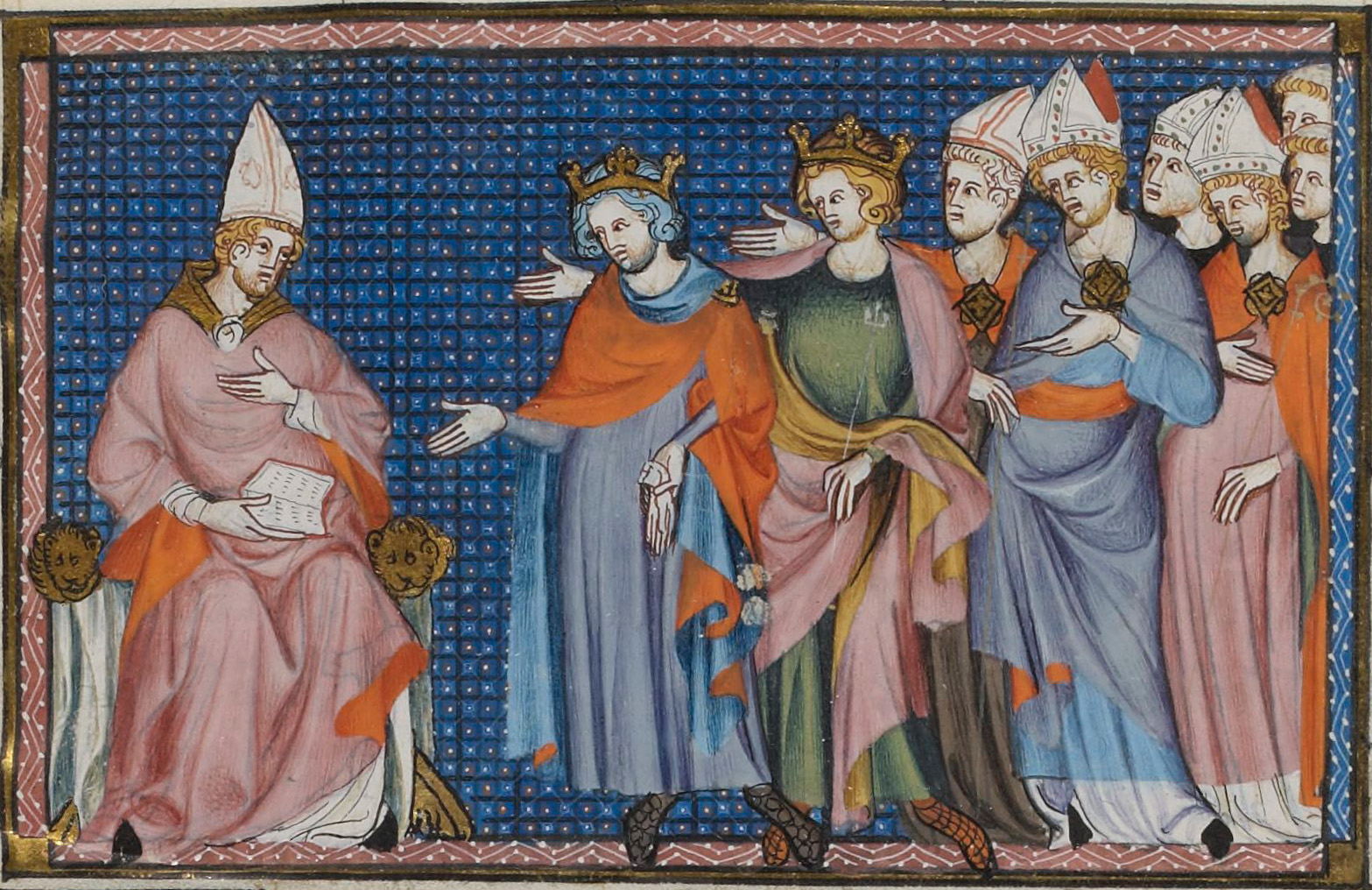
Canonisation de Saint Louis par le pape Boniface VIII, enluminure du XIV, BnF.

Le plus ancien procès en canonisation dont on possède les pièces est celui de Galgano Guidotti (saint Galgano), ermite mort en 1181 et sur lequel on enquête quatre ans après sa mort. La foi et les bonnes œuvres de son vivant, ainsi que les miracles, avant ou après sa mort, sont nécessaires pour déclarer la sainteté d’une personne. S’ajoute dans les requis la réputation de sainteté (qui rejoint la vox populi).
Le 11 février 1588, par la constitution apostolique Immensa aeterni Dei, le pape Sixte-Quint institue la Sacrée congrégation des rites chargée d'instruire la cause des saints. Urbain VIII, par deux décrets de 1625, précisés le 5 juillet 1634 dans sa constitution Cælestis Jerusalem, fixe de façon claire et détaillée les critères et la procédure de béatification et de canonisation : après enquête du tribunal diocésain, la Sacrée Congrégation des Rites examine les écrits, paroles et actes du postulant, s’informe de sa réputation de sainteté, de ses vertus, de ses miracles. Si ce premier procès, dit procès apostolique est favorable, la Congrégation propose l’introduction de la cause au pape, qui l’accepte en signant un « bref ». Un procès de non-culte est ensuite ouvert, puis il est suivi d’un procès sur l’héroïcité des vertus du postulant, qui est réexaminé par la Sacrée Congrégation. Enfin, l’examen des miracles (au moins deux) permet l’ouverture du réel procès en canonisation.
Au XVIIe siècle, la Société des Bollandistes se livre à des contre-enquêtes sur la vie des saints pour dénicher les faux saints construits par idéologie, aboutissant à des procès de « décanonisation ».
La procédure est lourde : la Curie romaine s’adjoint en 1930 une section historique, afin de tirer parti des progrès de cette science. En 1939, le procès apostolique est supprimé pour les causes historiques (concernant des personnes mortes depuis très longtemps), simplification étendue en 1969 aux causes récentes. La même année, la Sacrée Congrégation des rites est dissoute, et la Sacrée Congrégation pour les causes des saints est créée pour les procès en canonisation. La procédure a encore été modifiée et simplifiée par Jean-Paul II (constitution Divinus perfectionnis magister en 1983), en réduisant le nombre des miracles requis et en accroissant l’attention portée à la sainteté de la vie menée, en laissant la décision finale au pape.
Parmi les dix mille saints dans la liste officielle de l'Église catholique (mais personne n'en connaît le nombre exact), près de 300 ont été canonisés selon cette procédure, la majorité ayant été proclamés saints par acclamation populaire. Sur les 83 papes canonisés, presque tous l'ont été durant le premier millénaire du christianisme. Les derniers canonisés étant Célestin V, Pie V, Pie X, Jean XXIII et Jean-Paul II en 2014 et Paul VI en 2018.

## Procédure de l'Église catholique
On parle de procès en canonisation. Ce procès est instruit par la Congrégation pour les causes des saints, l'une des congrégations romaines du Saint-Siège, sise place Pie XII à Rome. La procédure est actuellement (2010) régie par la constitution apostolique Divinus perfectionis Magister du 25 janvier 1983, complétée par les Normae servandae in inquisitionibus ab episcopis faciendis in causis sanctorum du 7 février 1983 publiées par cette Congrégation.
Aujourd'hui, pour être reconnue comme sainte une personne doit remplir plusieurs conditions. La procédure commune repose sur trois critères : le candidat, serviteur de Dieu laïc ou religieux, doit être mort en odeur de sainteté ; il doit avoir un rayonnement spirituel après sa mort (notion de réputation de sainteté, la fama sanctitatis qui doit être spontanée, durable, croissant continuellement et généralisée) avec des témoignages humains qui attestent son martyre ou ses vertus héroïques (pratique héroïque des trois vertus théologales et quatre vertus cardinales) ; il doit avoir accompli au moins deux miracles.
Outre cette canonisation formelle, la canonisation équipollente (appelée aussi canonisation équivalente) permet au pape d'étendre à l’Église universelle le culte d'un bienheureux et de l'inscrire au calendrier des saints en l'absence d'un procès en canonisation dans des conditions précises.

### Introduction de la cause
Le procès en canonisation commence par la déclaration reconnaissant « vénérable » la personne défunte. Celle-ci est alors reconnue digne de recevoir une vénération locale. Elle peut ensuite être béatifiée à la suite d'une béatification. Elle atteint alors le rang des « bienheureux » et peut faire l'objet d'un culte plus généralisé. Enfin, le « saint » fait, lui, l'objet d'un culte universel.
Tout baptisé ou groupe de baptisés peut demander l'ouverture d'un procès en canonisation. Pour cela, un postulateur de la cause doit être choisi. Il s'agit d'une personne (prêtre ou religieux ou laïc ou laïque) chargée premièrement d'assurer l'instruction préalable du dossier, et deuxièmement de porter la cause à Rome. À la suite de l'instruction préalable, le postulateur doit adresser une requête écrite à l'évêque du diocèse où est mort le candidat à la sainteté. Cette requête doit comprendre une biographie du candidat, une copie de l'ensemble de son œuvre le cas échéant et une liste de témoins pour les causes dites récentes (c'est-à-dire pour lesquelles des témoins directs sont encore en vie).
Si la requête est acceptée, c'est ensuite l'évêque, ou un délégué, qui est chargé d'instruire le dossier. Les règles de cette enquête diocésaine ont été redéfinies en 2007. Au terme de cette seconde enquête diocésaine (après celle de la béatification), si l'évêque le juge pertinent, il transmet la cause à la Congrégation pour les causes des saints, qui mène l'instruction finale. Si la Congrégation accepte le dossier, elle nomme un rapporteur (ou relateur) chargé de faire une synthèse (appelée la « Positio ») de toute la documentation (biographie, vertus, les deux miracles).

### Déroulement du procès

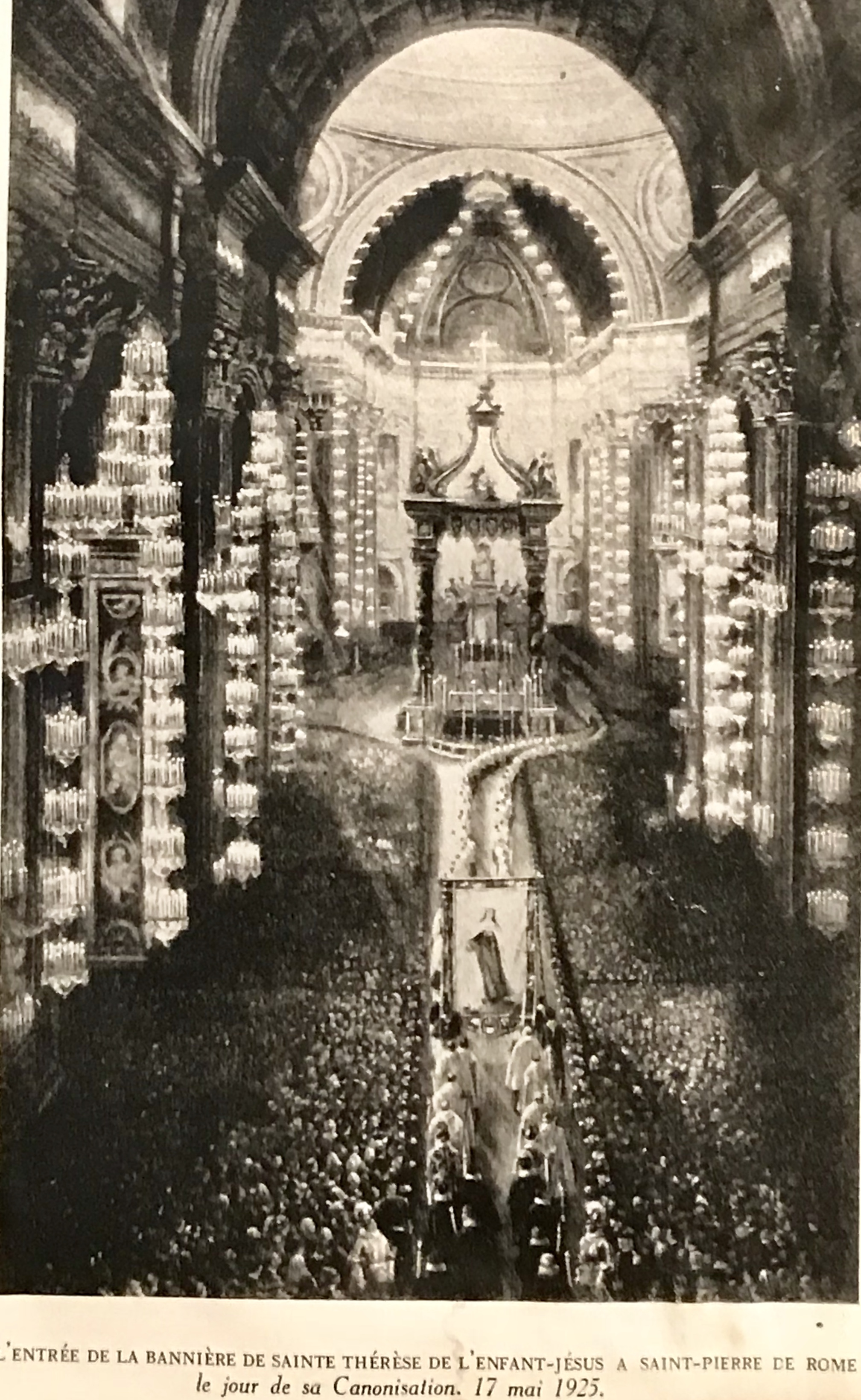
Canonisation de sainte Thérèse de l'Enfant-Jésus et de la Sainte-Face en 1925 à la basilique Saint-Pierre au Vatican.

Lors du procès romain, un collège de cardinaux et d'évêques étudie alors la positio. De la même façon que dans un procès criminel, l'accusation et la défense s'affrontent, dans un procès en canonisation, le postulateur de la cause tente de montrer que le bienheureux est digne d'être canonisé, tandis que le promoteur de justice (anciennement surnommé « Avocat du diable ») tente de prouver le contraire. De plus, un comité scientifique est chargé d'examiner le second miracle. Au terme de ce procès, les cardinaux et les évêques constituant la Congrégation rendent leur verdict à la suite d'un vote.
La relation des travaux de la congrégation ainsi que le verdict sont ensuite remis au pape, qui décrète ou non la canonisation lors d'un consistoire. Elle peut ensuite être proclamée au peuple catholique.
Au total, la procédure est longue. Elle peut prendre plusieurs dizaines d'années. Par ailleurs, certains saints bien connus ont attendu parfois plusieurs siècles leur consécration. C'est le cas de Jeanne d'Arc, morte en 1431 et canonisée en 1920. La longueur de chaque procès est toujours l'objet de commentaires. On a pu dire de Jean-Paul II, dont le règne a vu un grand nombre de canonisations, qu'il canonisait beaucoup plus rapidement que ses prédécesseurs. Néanmoins, au Moyen Âge, l'Église catholique romaine a également connu des canonisations très rapides. Parmi les records figurent Thomas Becket, canonisé en trois ans, François d'Assise en deux ans, Pierre de Vérone et Antoine de Padoue canonisés en un an. Dans la période contemporaine, la canonisation la plus rapide fut celle de Jean-Paul II survenue 9 ans après sa mort, le 27 avril 2014. Parmi les autres canonisations rapides figurent Mère Teresa (19 ans), Josemaria Escriva de Balaguer (27 ans), Thérèse de Lisieux (27 ans) et Padre Pio (33 ans).
Le coût de la procédure, financée par les fonds diocésains et les dons de la communauté, est estimé entre 15 000 et 3 millions euros. En 2014, le pape François annonce l’instauration d’une grille tarifaire pour limiter le montant allouable aux procédures de béatification et de canonisation et diminuer les inégalités entre les 5 000 diocèses catholiques. Depuis 2003, sur 66 canonisations prononcées, 54 concernaient des Européens, dont une grande part d'Italiens alors que l'Occident ne pèse plus que pour un quart des fidèles. Cette nouvelle grille doit permettre ainsi à des diocèses de pays pauvres de proposer, eux aussi, des candidats.

### Rite de canonisation
Le rite de canonisation a lieu au tout début de la cérémonie solennelle de la canonisation. Le préfet de la Congrégation pour les causes des saints accompagné du postulateur de la cause de canonisation du bienheureux, s'avance et demande par trois fois en latin au pape de procéder à la canonisation, à la suite desquelles le souverain pontife conclut par une formule déclarant saint la personne canonisée. Après ce rite, la messe ordinaire du calendrier liturgique romain débute.

### Canonisation équipollente
Une canonisation équipollente est une canonisation décidée par un simple décret du pape sans que la reconnaissance d'un miracle soit nécessaire. Cette forme de canonisation, codifiée par Benoît XIV au XVIIIe siècle, nécessite trois éléments : la possession ancienne d’un culte lié à la personne à canoniser, l’attestation constante et répandue de ses vertus ou de son martyre par des historiens dignes de foi et la réputation ininterrompue d’accomplissement de prodiges. Lorsque ces conditions sont remplies, le pape peut, de sa propre autorité, par un décret public, sans procès ni cérémonie de canonisation, procéder à une canonisation équipollente, c’est-à-dire étendre à l’Église universelle le culte liturgique en l'honneur du bienheureux.

#### Utilisations de la canonisation équipollente
Codifiée par Benoît XIV, la canonisation équipollente existait de fait avant son pontificat. Le pape dresse lui-même dans son ouvrage De servorum Dei beatificatione et beatorum canonizatione une liste de 12 saints proclamés avant son pontificat, sur de tels critères. Il s'agit des saints : Romuald de Ravenne canonisé en 1595, Norbert de Xanten en 1582, Bruno le Chartreux en 1623, Pierre Nolasque en 1655, Raymond Nonnat en 1681, Étienne de Hongrie en 1686, Marguerite d’Écosse en 1691, Jean de Matha et Félix de Valois en 1694, Grégoire VII en 1728, Wenceslas de Bohême en 1729 et Gertrude de Helfta en 1738.
Depuis Benoît XIV, cette règle a été utilisée à quelques reprises, pour la canonisation de saints : Pierre Damien, Boniface en 1828, Cyrille et Méthode en 1880, Cyrille d'Alexandrie, Cyrille de Jérusalem, Justin de Naplouse, Augustin de Cantorbéry en 1882, Jean Damascène, Sylvestre Guzzolini en 1890, Bède le vénérable en 1899, Éphrem le Syrien en 1920, Albert le Grand en 1931, Marguerite de Hongrie (sainte) en 1943, Grégoire Barbarigo 1960, et Jean d'Avila ainsi que Nicolas Tavelic et ses trois compagnons martyrs en 1970. Jean-Paul II y a eu recours une seule fois, en 1995, pour la canonisation de saint Étienne Pongrácz et de ses compagnons Marc de Križevci et Melchior Grodziecki. Benoît XVI l'a également utilisée une fois, pour Hildegarde de Bingen, proclamée sainte le 10 mai 2012.
Le pape François l'a utilisée assez souvent, pour les saints Angèle de Foligno le 9 octobre 2013, Pierre Favre le 17 décembre suivant, José de Anchieta, sœur Marie Guyart, Mgr François de Montmorency-Laval le 2 avril 2014, et Mgr Bartolomeu Fernandes, ainsi que pour les carmélites de Compiègne le 18 décembre 2024.